# 捕鯨

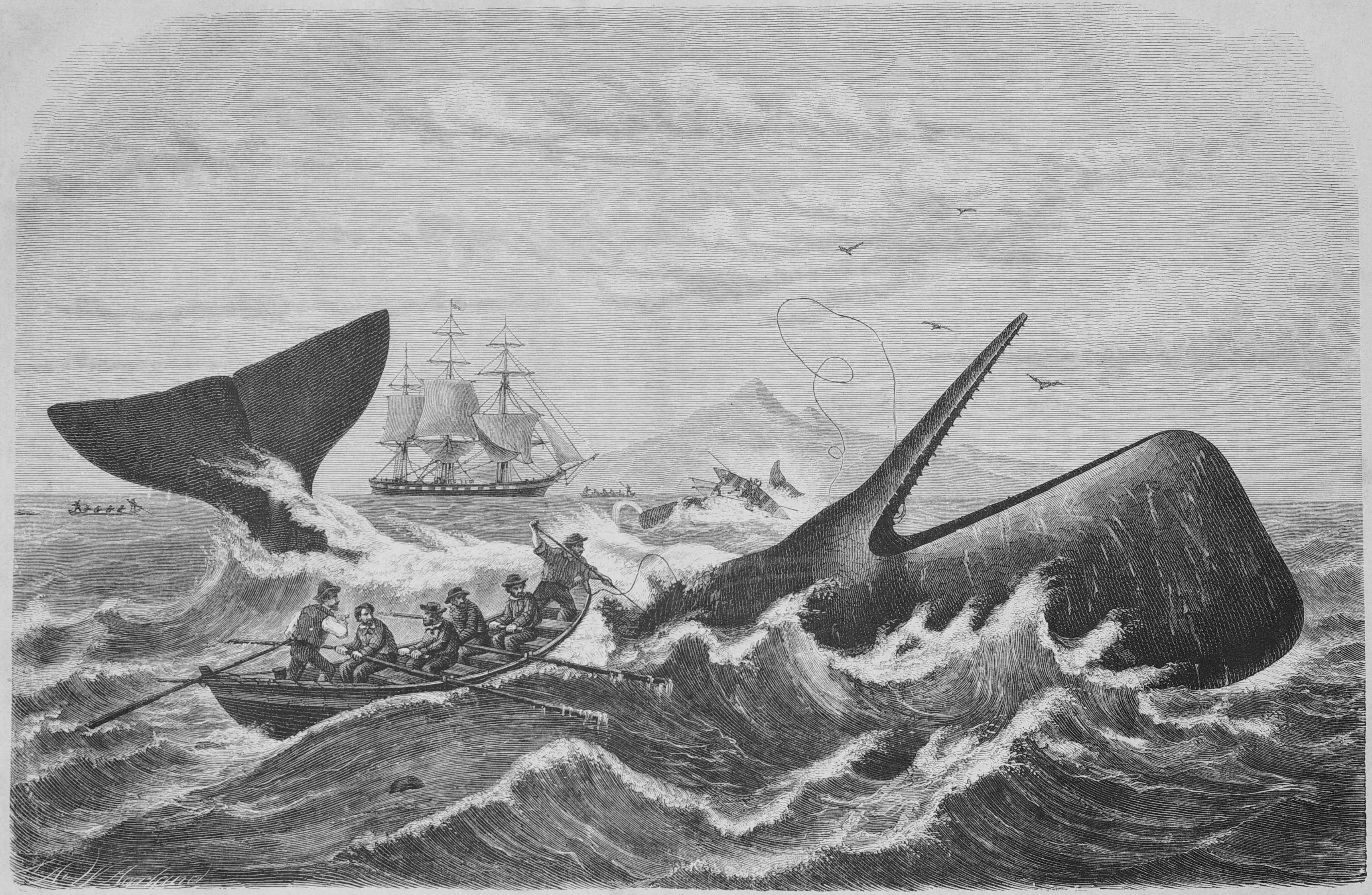
1869年、ドイツ

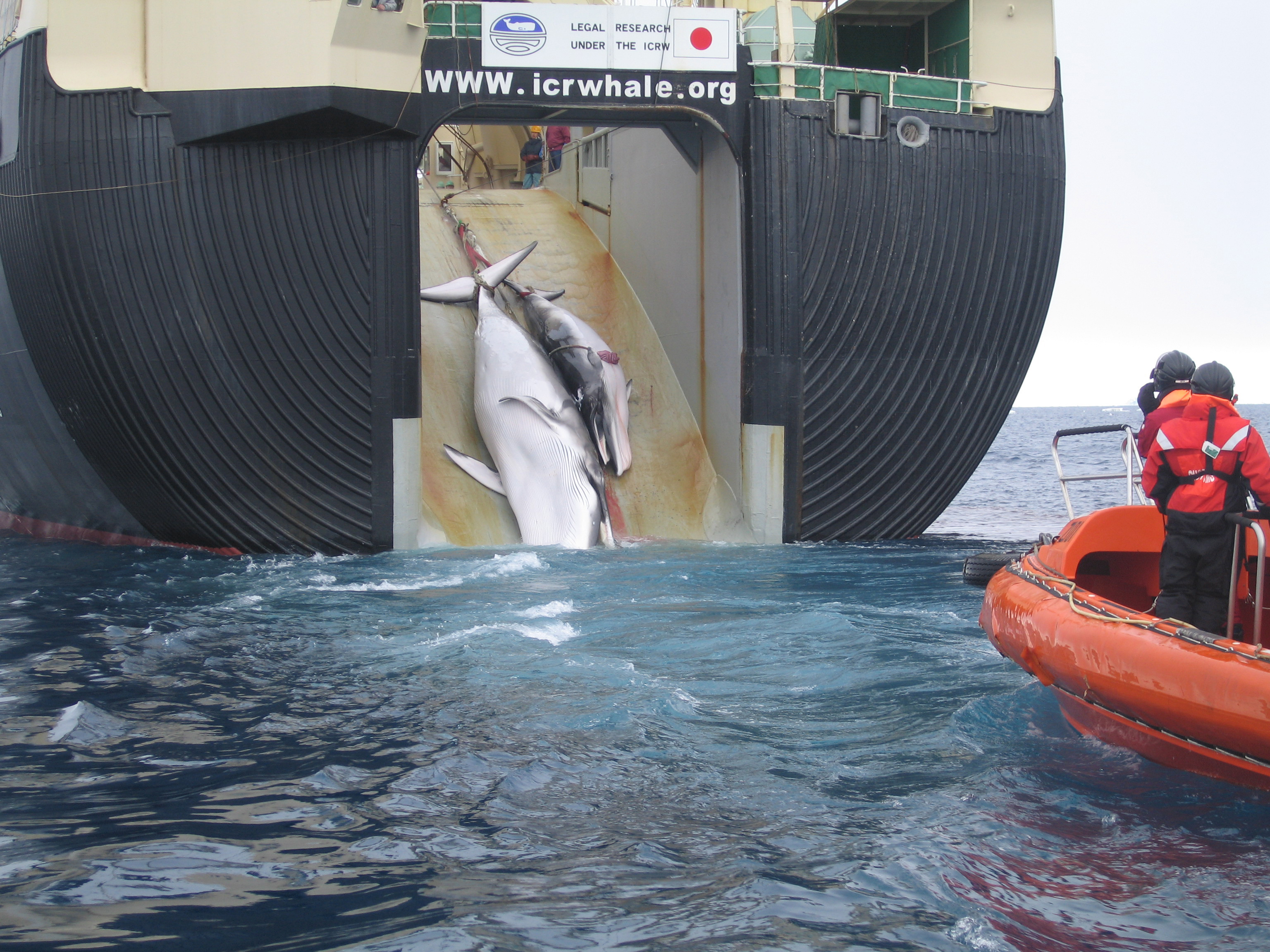
日本の日新丸による調査捕鯨（2008年）

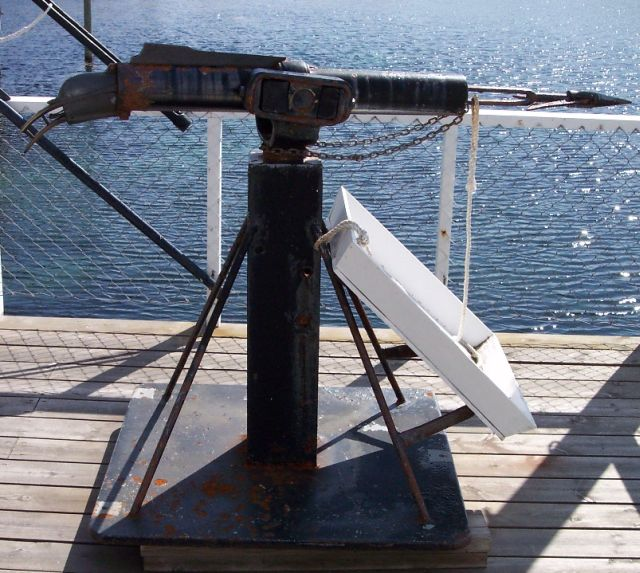
捕鯨を行う時に銛を発射する捕鯨砲。

捕鯨（ほげい）とは、クジラを捕獲することである。いわゆるイルカを対象とするものも含む。

## 概説
現在、大型捕鯨と小型捕鯨に分類されることがある。また、国際捕鯨委員会 (IWC) は国際捕鯨取締条約 (ICRW) 締結国の大型捕鯨を、1 商業捕鯨、2 調査捕鯨、3 原住民生存捕鯨の3つに分類している。
→#分類
紀元前から、捕鯨を行う民族がいたと推察される遺跡が発見されている。日本では縄文時代（紀元前131世紀頃 - 4世紀頃）の遺跡から鯨類の骨が発見されており、韓国の盤亀台岩刻画にも先史時代に鯨漁が行われていたと見られる図がある。ヨーロッパでは11世紀にバスク人による捕鯨が盛んになった。かつては主に鯨肉や鯨油採取目的で行われていた。→#歴史
現在は国際捕鯨委員会（IWC）「加盟国」において管理対象の13種類の大型鯨類については日本 （既に脱退）、ノルウェー、アイスランドに加えて、「原住民生存捕鯨枠」によりアメリカ、ロシア、デンマーク（グリーンランド）の北極圏先住民族が継続している。韓国では混獲により多くの2000頭近くのクジラが漁獲されており事実上の捕鯨国となっている。またこれは「混獲を装った違法捕獲」を非難する声も上がっている（後述）。
国際捕鯨委員会「非加盟国」においては、管理対象種の捕鯨はフィリピン、インドネシアが継続しており、カナダは先住民の申請があった時に行っている。その他、国際捕鯨委員会の「管理対象外」の71種類のいわゆるイルカなどの比較的小型の鯨類については、各国の自主的な水産資源管理に委ねられており、その詳細（捕鯨を行っている国や捕獲数量など）は把握されていない。
世界自然保護基金（WWF）によると、IWCのモラトリアム以降、捕鯨によって殺された鯨の数は、1986年 - 2008年で31,984頭とのことである。1986年から2008年まで、殺された鯨の総数も、調査捕鯨にて殺された数も右肩上がりに増加した。

## 分類
国際捕鯨委員会（IWC）は、国際捕鯨取締条約 (ICRW：The International Convention for the Regulation of Whaling) 締約国の大型捕鯨を3つに分けて表現している。
1. 商業捕鯨 - 明確な定義は無いが、事実上2.と3.を除く全ての捕鯨。
2. 調査捕鯨 - ICRW第8条に基づく締約国の特別許可による捕鯨。
3. 原住民生存捕鯨 - ICRW附表第13項に基づくIWCの特別許可による捕鯨。

近代においては捕鯨方式により次のように分けられている。
1. 母船式捕鯨 - 洋上での鯨の解体・加工能力のある船を使用して行う捕鯨。
2. 沿岸捕鯨 - 陸上施設で解体・加工する捕鯨。基地式捕鯨。

さらに、「大型捕鯨」と「小型捕鯨」の分類があるが、これには若干異なった三つの定義が存在する。
- 第一の定義としてIWCで用いられる業態分類があり、要求される操業記録などに異なった規律が敷かれている。

1. 大型捕鯨 - 積極的な定義は無い。
2. 小型捕鯨（"small-type whaling"）- 動力船と捕鯨砲を用いて、ミンククジラ、トックリクジラ、アカボウクジラ、ゴンドウクジラ、シャチを専門的に捕獲する捕鯨（ICRW付表第1条C項）。

- 第二の定義として捕獲の対象がIWCの管理鯨種（大型鯨）かによる区別がある。ここでの「大型鯨」と「小型鯨」は法的な定義であり、おおむねクジラの体格とも一致するが、「大型鯨」のミンククジラより大きなツチクジラは「小型鯨」に分類されるなど例外もある。

1. 大型捕鯨 - IWCの管理鯨種を対象とした捕鯨。具体的には全てのヒゲクジラ類、マッコウクジラ、キタトックリクジラ及びミナミトックリクジラのいずれか1つ以上を対象とする捕鯨。
2. 小型捕鯨 - 1.以外のクジラ（イルカを含む）を対象とする捕鯨。

- 第三の定義として日本の漁業法にもとづく分類としての「大型捕鯨業」と「小型捕鯨業」があり、これは「母船式捕鯨業」を加えた3分類となる。使用する捕鯨船の大きさや捕鯨砲の口径(小型は50mm以下)などに異なった規律がある。

1. 大型捕鯨業 - 動力漁船により捕鯨砲（もりづつ）を使用してミンククジラ以外のヒゲクジラ又はマッコウクジラをとる漁業で母船式捕鯨業以外のもの。
2. 小型捕鯨業 - 動力漁船により捕鯨砲を使用してミンククジラ又はマッコウクジラ以外のハクジラをとる漁業で母船式捕鯨業以外のもの。
3. 母船式捕鯨業 - 処理設備のある母船などと捕鯨砲を使用して鯨をとる漁業。

## 歴史
古代から商業捕鯨モラトリアムに至るまでの捕鯨史について記述する。

### 先史時代
ノルウェーにおいては紀元前3000年以降と見られるイルカまたは鯨を描いた洞窟壁画が発見されている。このうち鯨はいずれも小型のハクジラ類であるとみられ、周期的にフィヨルド内へと回遊していた個体を捕獲していたと考えられている。
朝鮮半島の南東部、慶尚南道において鯨を描いた洞窟壁画が存在する。これらの岩壁画は青銅時代から鉄器時代にかけてのものと見られ、金属器を用いて比較的大型の鯨を捕獲していたとされる。
日本でも縄文時代の遺跡から鯨類の骨が発見されており、一部では大量のイルカの骨が集中的に出土していることなどから、積極的な捕獲がすでに始まっていたと推測されている。弥生時代の捕鯨については、長崎県壱岐市の原の辻（はるのつじ）遺跡から出土した弥生時代中期の甕棺に捕鯨図らしき線刻のあるものが発見されており、韓国盤亀台の岩刻画にみられる先史時代捕鯨図との類似性もあることから、日本でも弥生時代に捕鯨が行われていた可能性が高いと考えられるようになった。また、オホーツク文化圏でも古くから捕鯨が行われていた。

### バスク人による捕鯨

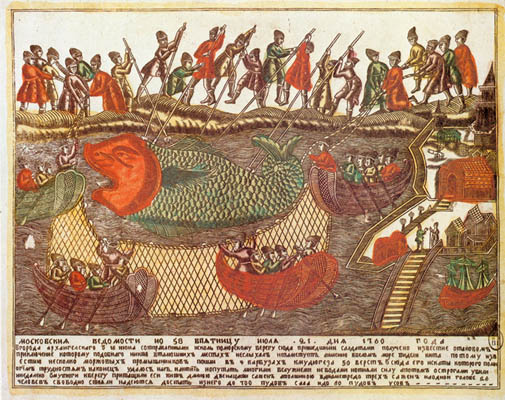
ルボーク（ロシアの版画）に描かれたカレリア人とポモールが白海でクジラを狩る様子

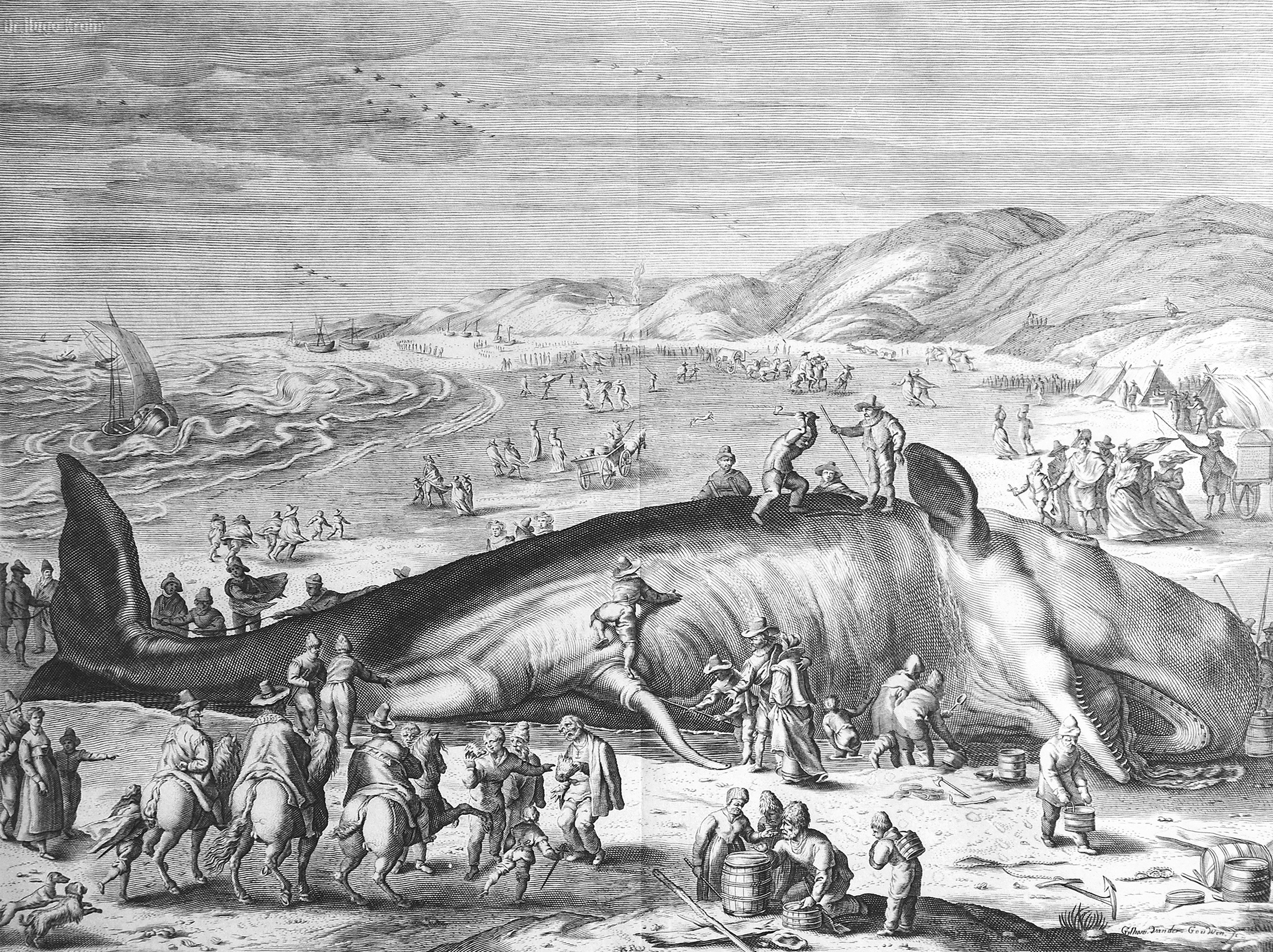
16世紀の捕鯨

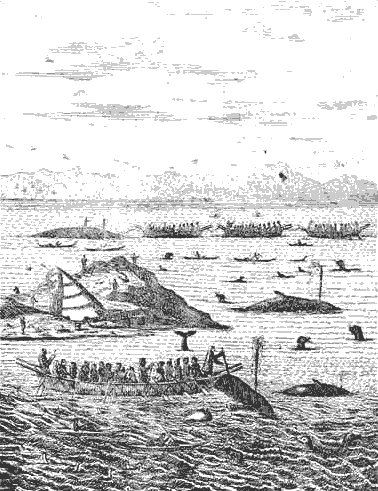
18世紀グリーンランドにおける捕鯨

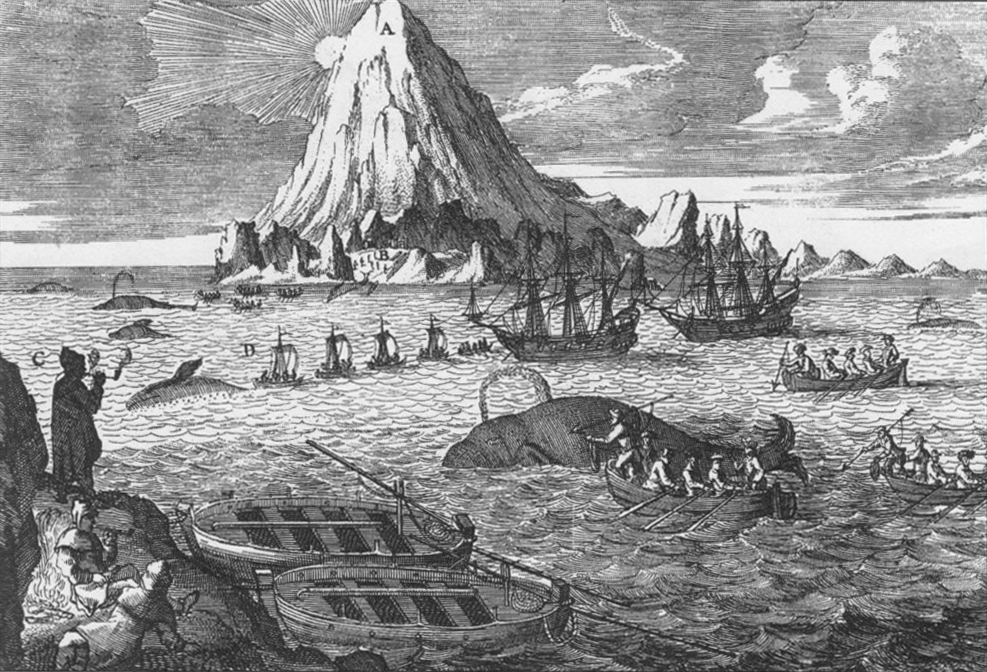
18世紀オランダ船によるホッキョククジラの捕鯨
後方の島はヤンマイエン島

イベリア半島北岸のビスケー湾に居住するバスク人による捕鯨は、一般的に11世紀頃にノルマン人から伝習されたのが起源であるとされている。文献としては11世紀からバスク人が独占的に捕鯨を行っていたことが分かっており、舌が貴族層の嗜好品として、鯨肉は沿岸住民の食用に饗されていた。13世紀に入ると、バスク人による捕鯨業はさらに発展拡大した。当初は日本での例と同様に、北方へと回遊する鯨を漁獲していたが、漁場はビスケー湾だけでなく大西洋にもおよび、大西洋北部のニューファンドランド島やラブラドル沖における漁場を開発するなど、1560年代にはその最盛期を迎えた。鉄に次ぐバスク第二の輸出品として、鯨油を中心とした各部位はヨーロッパ全域へと販売された。バスク人に対して国王から独占権を与えられる代償として、種々の課税も設けられた。
この頃のヨーロッパにおいて鯨油は、主に灯火用として用いられていた。この他にはヒゲが甲冑、帽子、コルセットの骨などの装飾品に利用されている。1570年代には50隻余りの捕鯨船が北大西洋で活動し、捕鯨業に関わる人々は4000人にものぼったと推定されている。鯨の群れが発見されない場合の経済的リスクが大きかったため、バスクでは捕鯨船の船主、艤装と販売を担当する商人、船長および乗組員の三者でコストと利益を三等分する仕組みが取られていた。さらに一航海ごとに保険が掛けられており、その保険率は15%程度に定められていた。
この後三十年ほどの間にバスクでの捕鯨は激減してしまう。この原因は鯨の減少、ユグノー戦争や八十年戦争の影響の他に、捕鯨業がさらに大規模化したために資本の薄いバスクが不利となったことなどが挙げられる。以後、バスク人は他国の捕鯨船に船員として乗船する形態になっていった。

### 北大西洋における捕鯨
1590年代にオランダのウィレム・バレンツは北東航路の開拓を目指し、北極海への探検航海を繰り返した。彼はこの過程でスピッツベルゲン島を発見し、その付近に大型のホッキョククジラが生息していることを確認した。北東航路開拓そのものはその後イングランドの探検家によって不可能であることが明らかとされたが、理想的な捕鯨場を発見したオランダおよびイングランドの捕鯨船団がスピッツベルゲンへと向かった。イングランド船団を運営するロンドンのモスクワ会社はジェームズ1世から特許状を獲得し、バスクの熟練乗組員を用意、大砲20門あまりを装備した私掠船たる捕鯨船を急行させ、公海における漁の自由を訴えるオランダ船から、特許状を掲げて獲物を回収した。オランダ船もバスク人を雇い入れ捕鯨船を武装化し、スピッツベルゲン島周辺におけるイングランドとオランダの争いは武装捕鯨船同士の争いから軍艦の出動にまで発展したが、1618年になり島の分割とその沿岸海域での捕鯨独占権を相互に承認することが定められた。1630年代後半になると、早くもスピッツベルゲン付近のホッキョククジラが枯渇し始め、捕鯨船団はグリーンランド西部のデイディス海峡からノルウェー沖に至る北大西洋をクジラの姿を求めて彷徨った。波の高い外洋を乗り切るため、捕鯨船は大型化、補強され、捕殺したクジラは船の脇で解体されて脂皮が樽詰めされた。1650年頃以降に出船数はピークに達し、毎年250 - 300隻の捕鯨船が出漁して1500 - 2000頭のホッキョククジラを捕獲していたと見られる。
1680年代になると、一時的にオランダの優位が確立した。オランダの捕鯨会社はヨーロッパの鯨油市場を独占し、その利益はアジアとの香辛料取引を上回るまでになった。スピッツベルゲンに設けられた捕鯨基地スミーレンブルクの漁期には、港が鯨で埋め尽くされ、数千人の労働者が昼夜製油作業に従事していた。18世紀後半に捕鯨を再開したイギリスそしてアメリカの捕鯨船も加わり、20世紀に入ると大西洋におけるセミクジラとホッキョククジラはほぼ姿を消した。世界の海上覇権を握っていたイギリスの捕鯨船は太平洋へも進出し、バフィン島付近において新たな捕鯨場を発見することになる。

### アメリカ式捕鯨
北米大陸東岸では17世紀中頃、マッコウクジラから良質の鯨油が採れることがわかり、セミクジラと並びこれを捕獲対象とした捕鯨が開始される。北米でも当初は沿岸捕鯨から始まったが、資源の枯渇から18世紀には大型の帆走捕鯨船を本船としたアメリカ式捕鯨へと移行する。この捕鯨は主に油を採取し肉等は殆ど捨てるという商業捕鯨であり、クジラの全ての部分を利用するものではない。操業海域も太平洋が中心となり、新たな資源を求めて太平洋全域へ活動を拡大していった。北ではベーリング海峡を抜けて北極海にまで進出してホッキョククジラを捕獲し、南ではオーストラリア大陸周辺や南大西洋のサウス・ジョージア諸島まで活動した。日本周辺にも1820年代に到達し、極めて資源豊富な漁場であるとして多数の捕鯨船が集まった。操業海域の拡大にあわせて捕鯨船は排水量300トン以上に大型化し、大型のカッターでクジラを追い込み、銛で捕獲し、船上に据えた炉と釜で皮などを煮て採油し、採油した油は船内で製作した樽に保存し、薪水を出先で補給しながら（このような事情が日米和親条約締結へのアメリカの最初の動機であった）、母港帰港まで最長4年以上の航海を続けるようになった。捕獲用器具としては手投げ式の銛に加え、1840年代に炸薬付の銛を発射するボムランス銃 （Bomb Lance Gun、ボンブランスとも）と呼ばれる捕鯨銃が開発された。捕獲対象種にはコククジラやセミクジラ、ザトウクジラも加わり、鯨油と鯨ひげの需要に応じて捕獲対象種の重点が決定された。19世紀中頃には最盛期を迎え、イギリス船などもあわせ太平洋で操業する捕鯨船の数は500 - 700隻に達し、アメリカ船だけでマッコウクジラとセミクジラ各5千頭、イギリス船などを合わせるとマッコウクジラ7千 - 1万頭を1年に捕獲していた。南大西洋ではアザラシ猟も副業として行い、アフリカから奴隷を運んではアザラシ猟に従事させ、その間に捕鯨をしていた。捕鯨船の母港となったナンタケットやニュー・ベッドフォードは大いに繁栄した。ハーマン・メルヴィルは1840年からアメリカ船の乗組員として働いた経験も元に『白鯨』を執筆した。またアーサー・コナン・ドイルは1880年頃にイギリス船の船医として働いていた。
太平洋においても大西洋の場合と同様に資源の減少が起きた。カリフォルニア州沿岸のコククジラは激減し、マッコウクジラやセミクジラも大きく減少した。
こうした資源枯渇に加え、ペンシルベニア州での油田発見による灯火用の鯨油需要減少や、北米西部でのゴールドラッシュに捕鯨労働者の多くが転向したことにより、アメリカにおける捕鯨は衰退に向かった。
- 参考文献

地学雑誌 Journal of  Geography  114(4) p.561-p.578 大崎晃 19世紀アメリカ捕鯨航海誌 ニューイングランドにおける捕鯨マニュファクチャの考察

### 日本の古式捕鯨

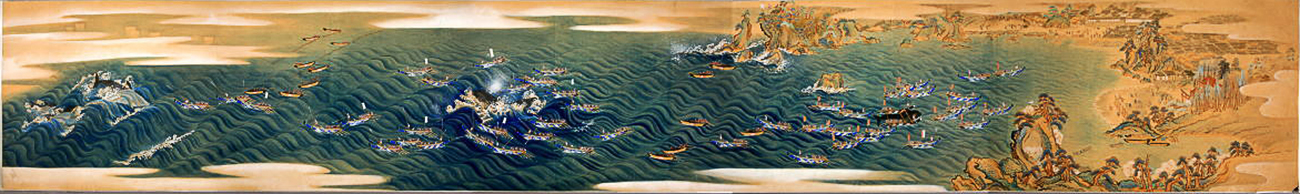
和歌山での伝統的捕鯨を描いた絵

日本でも、西洋とは別に独自の捕鯨技術が発展した。8世紀の奈良時代には文献上に捕鯨を意味する「いさなとり」の枕詞が出現している。初期には「突き捕り式」と称する銛を用いた捕鯨法で、16世紀には捕鯨専用の銛を使うようになっていた。江戸時代に入った17世紀初頭には、水軍から派生した専門的な捕鯨集団「鯨組」が各地に出現した。17世紀後半には、網を用いてクジラを拘束してから銛で仕留める「網捕り式」と呼ばれる技術が鯨組により開発された。捕獲対象は、初期には西洋と同様にセミクジラやコククジラであったが、網捕り式捕鯨の開発後は、遊泳速度が速いうえ死亡すると水に沈んでしまうため捕獲が難しいナガスクジラ科のクジラまでも対象とできるようになった。
鯨組は捕獲から解体、鯨油抽出・鯨肉塩漬けなどの商品加工までを行う数千人規模の巨大な組織となり、藩からの支援も受けていた。西海捕鯨における最大の捕鯨基地であった平戸藩生月島の益富組においては、全盛期に200隻余りの船と3000人ほどの水主（加子）を用い、享保から幕末にかけての130年間における漁獲量は2万1700頭にも及んでいる。また文政期に高野長英がシーボルトへと提出した書類によると、西海捕鯨全体では年間300頭あまりを捕獲し、一頭あたりの利益は4千両にもなるとしている。ただし、このような多数の労働者を必要とする鯨組による古式捕鯨は、その経営維持が難しい面もあり、経営難から解散に至る例もあった。日本の古式捕鯨は、好不調の波もありつつ19世紀前半にはピークを迎え、徐々に衰退、明治時代末には後述のノルウェー式捕鯨に取って代わられた。
捕獲された鯨からは、鯨油が生産されて農業資材や灯油などとして全国に流通したほか、ヒゲも様々な工芸品の材料として使用された。さらに、鯨肉は食糧としても利用されており、中でも保存性の高い皮脂や鰭の塩漬けは広範囲に流通していた。

### ノルウェー式捕鯨
セミクジラなどの資源が各地で枯渇したのに対し、遊泳速度が速く捕獲が困難なうえ死亡すると水に沈んでしまうナガスクジラ科の鯨類は資源が豊富に残っていた。そこで、これらを捕獲するために、1864年にノルウェーのスベンド・フォインが開発したのが、ロープ付の銛を発射できる捕鯨砲と動力付の捕鯨船を使用するノルウェー式捕鯨である。最初にノルウェー沿岸で行われて成果を挙げた後、アイスランドやフェロー諸島でも使われ、最終的には全世界へと広まった。20世紀初頭に鯨油の硬化技術が開発されると、石鹸やマーガリン原料として鯨油需要が拡大し、捕鯨も再び栄えるようになった。ノルウェー人の捕鯨船員は各国の捕鯨船乗組員として広く採用され、1920年代後半までは多くの捕鯨国で欠かせない存在であった。
1903年には近代的な採油設備を搭載した捕鯨母船（捕鯨工船）が実用化された。これにより、基地設備の無い場所でも捕鯨を行うことが可能となった。
遊泳速度の比較的遅いザトウクジラを皮切りに、シロナガスクジラなどナガスクジラ科の鯨類も次々と捕獲され、急激に資源が減少していった。

### 南極海における捕鯨
資源枯渇に対し、再び操業海域変更による産業継続が図られ、大西洋を南下した捕鯨船はサウス・ジョージア諸島やサウス・シェトランド諸島に基地を設けて活動した。20世紀初頭には、これらの島を拠点に、手付かずに近かった南極海での本格的な捕鯨が始まった。まず、ノルウェーが操業をはじめ、すぐにイギリスが続いた。1923年にはロス海にノルウェー船団が進出した。イギリスは南極周辺で領有権を主張しノルウェー捕鯨船の排除を試みたが、ノルウェーは洋上で鯨を収容して解体できるスリップウェー付の捕鯨母船を1925年に投入し、公海上での捕鯨で対抗した。この新型捕鯨母船はイギリスも採用するところとなり、1930年には両国あわせて40隻近い母船と200隻以上の捕鯨船を南極海に出漁させた。ノルウェーとイギリス以外の国も南極海での捕鯨に関心を抱き、1934年に日本、1936年にドイツが捕鯨船団を出漁させた（パナマとアメリカは便宜置籍船）。
この後捕鯨の頭数制限が起きた後、制限頭数に到るまでに如何に自分の国で多く鯨を取るかという捕鯨競争が活発になり、「捕鯨オリンピック」等と呼ばれる事になる。
南極海は他の漁場に比べて資源量が大きかったが、それでも乱獲により資源減少は生じた。ザトウクジラが最初の捕獲対象となり、1910/1911年期には8000頭以上が捕獲されたが、1918年には200頭以下に激減してしまった。以後は、シロナガスクジラが主たる捕獲対象となり、頂点となった1930年には3万頭近くが捕獲された。その後、シロナガスクジラは減少してしまい、1930年代後半にはナガスクジラが頭数の上では中心となった。
第二次世界大戦による2年間の中断後、1943年にはノルウェーが操業を再開した。
日本では1946年8月6日、連合国軍最高司令官総司令部が「南極海における日本の捕鯨業に関する覚書」を発出して、事実上南氷洋における捕鯨が解禁。同年11月5日には橋立丸船団が南氷洋に出港した。また、イギリスも捕鯨船団の再建を行い、同年には新たにオランダとソ連、南アフリカも加わった。以後、1960年頃まで母船数は約20隻で、鯨油約40万トンが生産される状況が続いた。捕獲対象はシロナガスクジラの減少が止まらず完全にナガスクジラが中心となり、ナガスクジラは約2万8千頭の捕獲が続いた。南極海の通常型シロナガスクジラはついに1963年に禁漁となった。ナガスクジラも1963年以降に捕獲が激減し、代わってイワシクジラが捕獲されるようになった。
1976年時点の日本の南氷洋における捕鯨は、業界の統合が進み「第2図南丸」と「第3日新丸」の2母船による捕獲体制へと縮小した。当年よりナガスクジラも禁漁となり、捕獲割当頭数も5488頭と前年度比10%減となっていた。

### 年表
- 紀元前6000年ころ、日本の千葉県館山市の稲原貝塚からイルカの骨に刺さった黒曜石のヤス先の石器が出土している。
- 紀元前3000年ころ、日本の石川県の真脇遺跡で大量に出土したイルカ骨の研究によって、積極的捕鯨があったことが証明されている。
- 紀元前3000年ころ、日本の縄文時代の三内丸山遺跡からクジラの骨が出土している。
- 紀元前3000年以降、ノルウェーで小型ハクジラ捕鯨を描いた洞窟壁画が残される。積極的な捕鯨の証明。
- 700年ころ、古事記に神武天皇に鯨肉を奉った話がある。
- 11世紀、ビスケー湾でバスク人が大規模な捕鯨を開始する。
- 1200年ころ、日本でも「突取式捕鯨」が生まれる。
- 1590年代、オランダが北極海でホッキョククジラ捕獲を開始。
- 1606年、日本の和歌山県太地浦で捕鯨用の銛を使った「組織捕鯨」が始まる。
- 1677年、日本の和歌山県太地浦で「網取式捕鯨」が始まる。
- 17世紀ころまでに、欧州の国々による乱獲で北大西洋のコククジラが絶滅。
- 1868年、ノルウェーが捕鯨砲を実用化。ノルウェー式捕鯨を開始。
- 1878年、大背美流れ
- 1903年、オランダが世界初の捕鯨用工船を就役させる。
- 1904年、ノルウェーが南極海のシロナガスクジラ捕獲を開始。イギリスが続き1931年にピークを迎える。
- 1925年、ノルウェーがスリップウェーを装備した本格的捕鯨母船を就役させる。
- 1931年、国際連盟の枠内でイギリス、ノルウェーなど8カ国がジュネーブ捕鯨条約を締結（1936年発効）。タイセイヨウセミクジラの禁漁や親子鯨の捕獲禁止などを定めた。
- 1932年、鯨油生産調整のため、一部捕鯨会社の協定でシロナガス換算方式(BWU)の捕獲枠設定を開始。
- 1934年、日本が南極海でのシロナガスクジラ捕獲を開始。
- 1937年、イギリス、ノルウェーなどがロンドン国際捕鯨協定締結。コククジラの禁漁。南極海のシロナガスクジラ捕鯨の漁期制限開始。マッコウクジラ肉を除く鯨体の採油への完全利用などを定める。

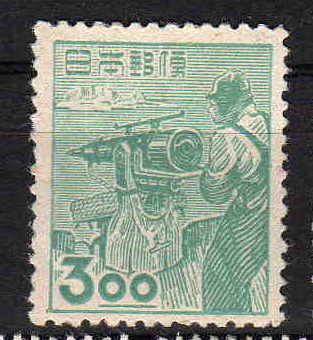
捕鯨3円切手（1949年発行）

- 1946年、国際捕鯨取締条約 (ICRW) 締結。これにより2年後国際捕鯨委員会 (IWC) 成立（日本は1951年加盟）。
- 1963年、IWCで南極海の通常型シロナガスクジラの商業捕獲が禁止される。
- 1974年、IWCが「新管理方式(NMP)」採用。以後ナガスクジラやイワシクジラなど次々と商業捕獲禁止となる。
- 1982年、IWCで商業捕鯨の一時停止決議（商業捕鯨モラトリアム）。日本も1985年に受け入れ。
- 1987年、日本が南極海でミンククジラ捕獲調査を開始。
- 1988年、日本が北太平洋でのミンククジラとマッコウクジラの商業捕鯨を中止。
- 1994年、IWCが「改定管理方式 (RMP) 」採択。
- 1997年、ノルウェーが北大西洋でのミンククジラの商業捕獲をしていることを公式に認める。
- 2006年、アイスランドが北大西洋でのミンククジラの商業捕獲再開を宣言（翌年には再停止）。
- 2010年、ノルウェー漁業・沿岸問題省は、この年の商業捕鯨枠を過去最多のミンククジラ1286頭にすると発表[7]。
- 2018年、日本はIWCを脱退することを通告し、2019年6月30日に脱退した。

## 現代の捕鯨

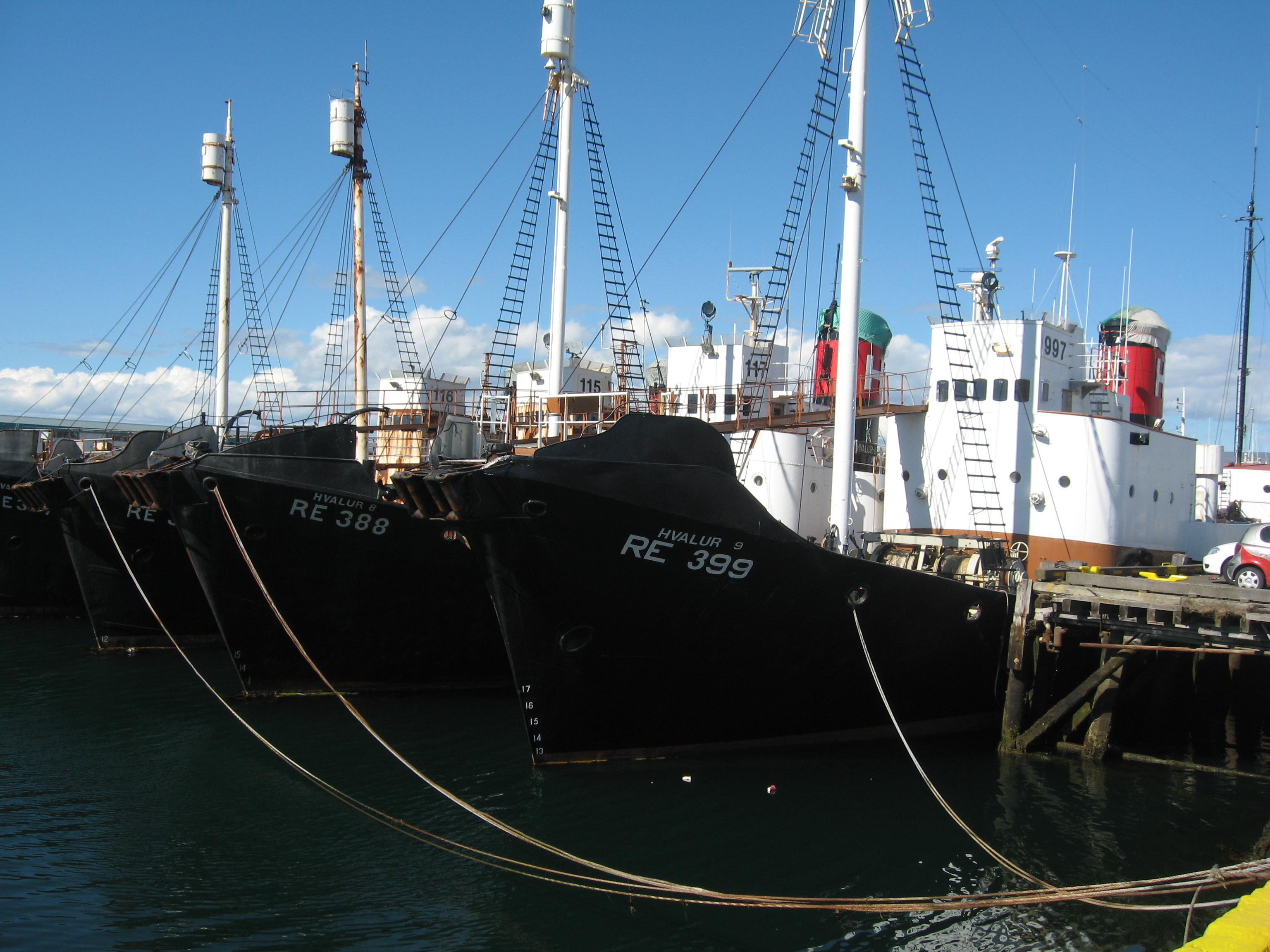
アイスランドの捕鯨船。

現在でも、商業捕鯨を操業するノルウェーや調査捕鯨を実施している日本、先住民が捕鯨をおこなっているアメリカ合衆国やカナダなど、一部の国や地域では捕鯨が継続されている。

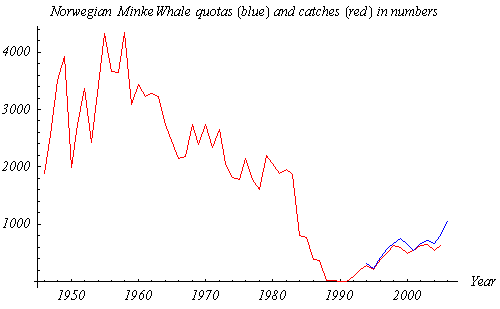
ノルウェー国の公式捕鯨数（赤線）および1994-2006の同国のミンククジラの割り当て数（青線）

### 大型商業捕鯨
国際捕鯨委員会（IWC）の商業捕鯨モラトリアム決議に対して、国際捕鯨取締条約 (ICRW) 第5条に基づく異議申し立てを行ったノルウェーが1993年に再開を宣言し、ミンククジラを対象に沿岸捕鯨を行っている。近年の捕獲実績は年に600頭前後で、2006/2007年漁期は1052頭の捕獲枠に対し捕獲実績は545頭、2007/2008年漁期には597頭を捕獲した。
アイスランドも、IWC再加盟に際して商業捕鯨モラトリアムに関して留保を付したとし、2006年に商業捕鯨再開を宣言した。2006/2007年漁期から2008/2009年漁期までの3期で、ナガスクジラ計7頭とミンククジラ計45頭を捕獲。ナガスクジラ漁を2009/2010年漁期に125頭、2010/2011年に148頭と拡大している。なお、後述のようにアイスランドは調査捕鯨も行っている。なお2020年、アイスランドは沿岸の漁業禁止区域を拡大。このことを理由にクジラ漁から撤退を宣言する企業も現れた。

### 調査捕鯨
ICRW第8条に基づき加盟国の権利として認められるもので、実施国政府が科学調査目的として特別許可証を発行して行っているものである。過去にはカナダやソビエト連邦などが調査捕鯨を行ったことがあるが、近時行っているのは日本およびアイスランドである（国際捕鯨委員会#条約第8条による特別科学許可 (scientific permit) も参照）。
日本では、日本鯨類研究所が主体となり、南極でクロミンククジラやナガスクジラ、北西太平洋でミンククジラやイワシクジラ、ニタリクジラなどを2019年まで捕獲調査していた。2005年までは徐々に規模と対象種を拡大し、ピークとなった2005年度には南極海でクロミンククジラ856頭とナガスクジラ10頭、北西太平洋でミンククジラ222頭、イワシクジラ100頭、ニタリクジラ50頭、マッコウクジラ5頭の計1282頭を捕獲した。
年間の捕獲枠は、1987年度から2004年度までの南極海第1期調査（JARPA I）ではミンククジラが300頭から440頭、2005年度から2013年度までの南極海第2期調査（JARPA II）では、クロミンククジラが935頭、ナガスクジラが10頭から50頭、ザトウクジラが50頭であった。同じく1994年度から1999年度まで行われた北西太平洋第1期調査（JARPN I）の年間捕獲枠は、ミンククジラが100頭、2000年度以降の北西太平洋第2期調査（JARPN II）の年間捕獲枠は、ミンククジラが100頭から220頭、イワシクジラが50頭から100頭、ニタリクジラが50頭、マッコウクジラが10頭であった。JARPA IIは調査捕鯨には当たらないとする2014年3月31日の国際司法裁判所の判決を受けて、同年4月に日本政府はJARPA IIの中止と2015年度以降に新計画に基づいて南極海で捕獲調査を再開することを決定した。また2014年度以降のJARPN IIの年間捕獲枠を、ミンククジラ100頭、イワシクジラ90頭、ニタリクジラ20頭の計210頭に減少させることを決定した。
アイスランドは2003年から2007年にかけてミンククジラを対象に、200頭を目標とした捕獲調査を行った。各年度に25-60頭を捕獲し、計163頭を捕獲した。
2012年7月に大韓民国は日本同様の科学調査を主体にした調査捕鯨を再開する方針をIWC総会で示した。だが、国際的な反発を受け中止している。

### 原住民生存捕鯨
ICRW附表第13項に基づきIWCが設定した「原住民生存捕鯨枠」の中で行われているもの。現在設定されているのはアメリカ（アラスカ及びマカ族）、ロシア（チュクチ）、デンマーク（グリーンランド）、セントビンセント・グレナディーンの各先住民族によるものである。2008-2012年の捕獲枠はアメリカ及びロシア関係のホッキョククジラが5年で280頭、コククジラが5年で620頭。グリーンランドが1年にミンククジラ約200頭とナガスクジラ20頭、ホッキョククジラ2頭。セントビンセント・グレナディーンがザトウクジラを5年で20頭（詳細は国際捕鯨委員会#2007年年次会合の結果参照）。

### 国際捕鯨委員会管轄外の捕鯨

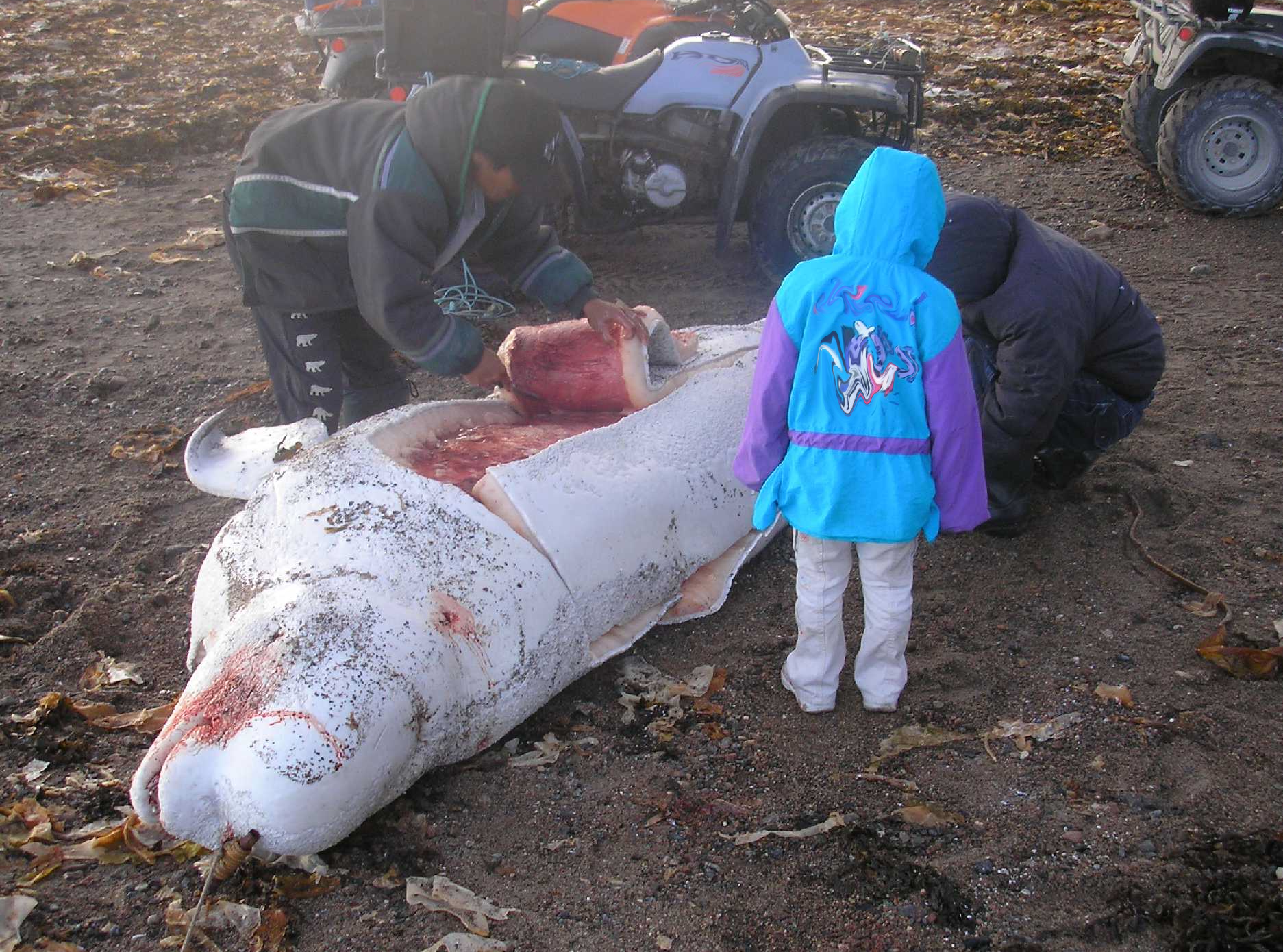
カナダのイヌイットにより捕獲されたシロイルカの解体。

ICRW締約国の小型捕鯨と、非締約国の大型捕鯨・小型捕鯨が含まれる。
締約国の中では、デンマークのフェロー諸島自治領でゴンドウクジラなどを対象にした捕鯨、日本の沿岸でツチクジラやゴンドウクジラを対象とした小型捕鯨業とイシイルカを中心にしたイルカ漁業が行われている。捕鯨砲を積んだ沿岸用捕鯨船を使う方法から、小型船からの手投げ式の銛を使う方法、イルカ追い込み漁などいくつかの方法が用いられる。
また、ICRWに拘束されない非締約国のフィリピンやインドネシア（ロンブレン島など）、カナダ（1982年にIWC脱退）先住民、ソロモン諸島の一部なども捕鯨を継続している。小舟と手投げ銛による捕獲のほか、ソロモン諸島などでは追い込み漁による捕獲も見られる。いずれも生産物の多くは伝統的な方法により共同体内で分配される。マッコウクジラやシャチを捕獲するインドネシアのレンバタ島の場合、分配後の鯨肉の大半は農耕部族との交易に用いられている。

### その他（混獲、違法捕獲）
以上のような積極的な捕獲とは別に、他の漁業活動の際に混獲される場合がある。流し網漁でのイルカ混獲が、絶滅を招くおそれがあるとして問題となったことがある。混獲された鯨は漁獲対象外として廃棄処分になることがある。
韓国では国内法で小型捕鯨を含む積極的捕獲は全面禁止しつつも、混獲鯨類の利用については許容しており、2018年は1960頭の鯨が混獲された。また利用できる種類には制限があり、保護10種に指定されたクジラはいかなる場合も流通が許可されない。違法捕獲には3年以下の懲役に200万 - 2000万ウォンの罰金も科されるが、積極的捕獲も確認/検挙されている。2008年頃では年間混獲数200頭と同数にのぼる密漁鯨類が流通していると見られる。それらの鯨肉は蔚山、釜山、浦項、ソウルなど100カ所余りのクジラ料理専門店で使われているとされる。韓国での混獲で捕獲される鯨種の多くはスナメリであり、然程商品価値は高くないとされる。日本においてもガイドラインを守れば、混獲された個体の利用は可能になっている。

### 捕鯨問題
捕鯨を継続して良いものか、捕獲数を減らすべきなのか、原則的には止めるべきなのか、といったことに関しては様々な議論がある。

## 捕鯨と文化

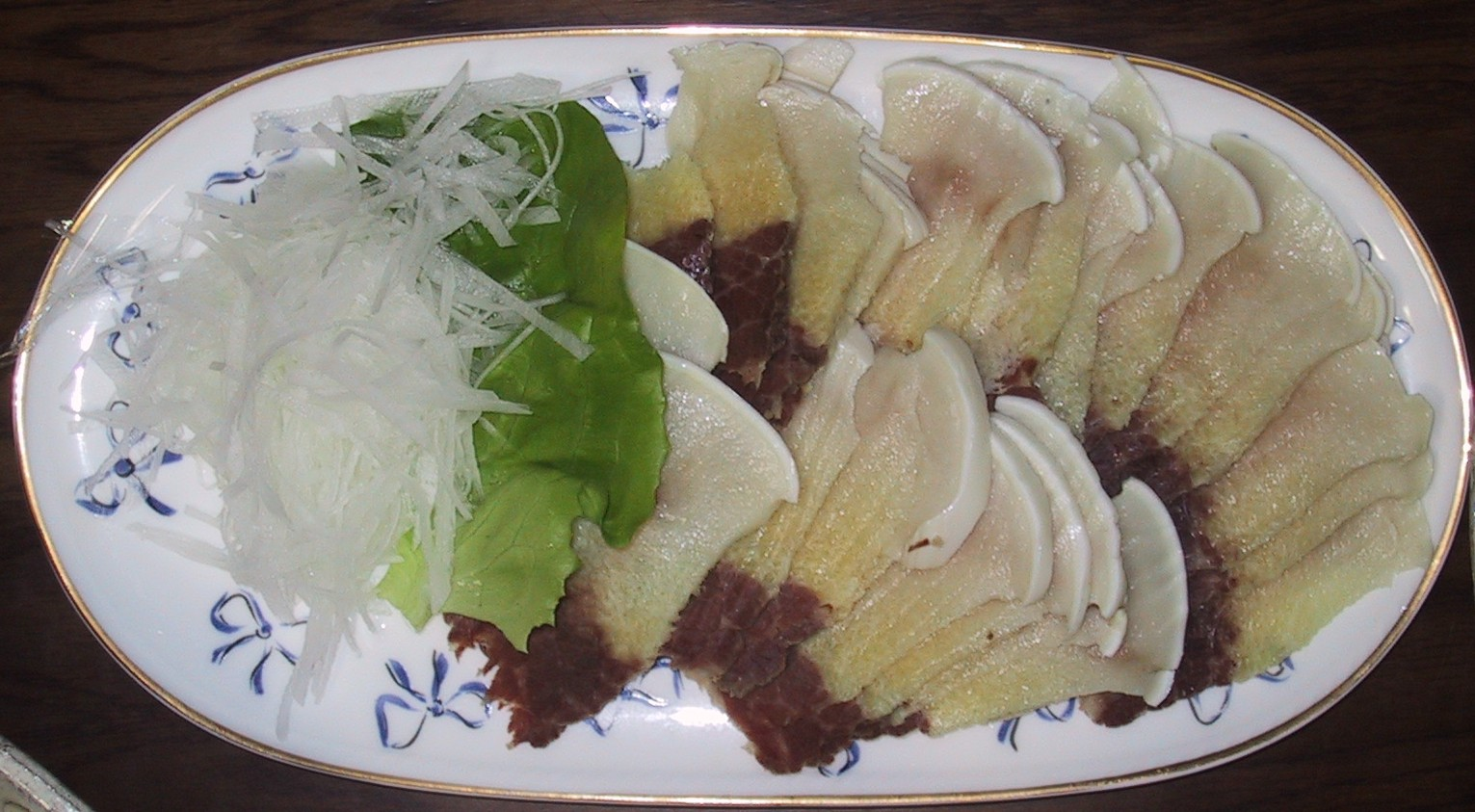
鯨の料理

昔から山口県の長門市や下関市で捕鯨が盛んに行われていた。現在も下関市は日本の捕鯨の中心地であり日新丸が下関港を母港として活動している。捕鯨活動に関連して、捕鯨従事者など特有の文化が生まれた例がある。日本では、捕鯨従事者を中心にその地域住民に捕鯨行為に対しての安全大漁祈願や、鯨に対する感謝や追悼の文化が各地に生まれた。「鯨一頭（匹）七浦賑わう（潤う）」という言葉に象徴され、普段、鯨漁を生業としない海浜地域において鯨を捕獲してその地域が大漁に沸いた事や鯨に対しての感謝や追悼を記念し後世に伝承していた例もある。ほか、鯨唄・鯨踊り・鯨絵巻など、鯨または捕鯨に関する歴史的な文化は多数存在する。
鯨産品の用途一般については鯨骨、鯨ひげ、鯨油を、食用・食文化に関しては鯨肉、鯨骨を参照。

### 信仰の対象として（鯨神社ほか）

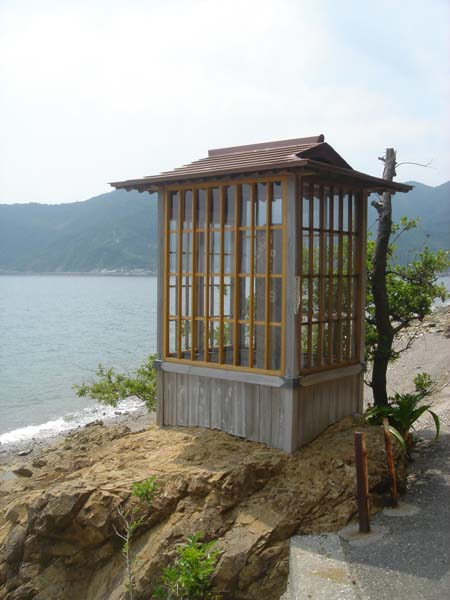
愛媛県西予市の鯨塚。手前の柱の跡は明浜町教育委員会による説明板の跡

日本の宗教観念では森羅万象を神とする考え方もあり、また人々の生活を維持してくれる作物や獲物に対して、感謝をする習慣があり、鯨墓、鯨塚などが日本各地に建立されている。
日本各地に鯨に纏わる神社（俗称として鯨神社）がある。多くは鯨の遺骸の一部（骨など）が御神体になっていたり、捕鯨行為自体を神事としている神社などがある。なかには鯨のあご骨でできた鳥居を持つ神社もある。
日本各地に鯨を供養した寺があり、俗称として「鯨寺」と呼ばれているものもある。多くは鯨の墓や戒名を付けたりなどしているが、鯨の過去帳を詳細に記述している寺などがある。なかには鯨観音とよばれる観音をもつ寺もある。

## 捕鯨にまつわるエピソード

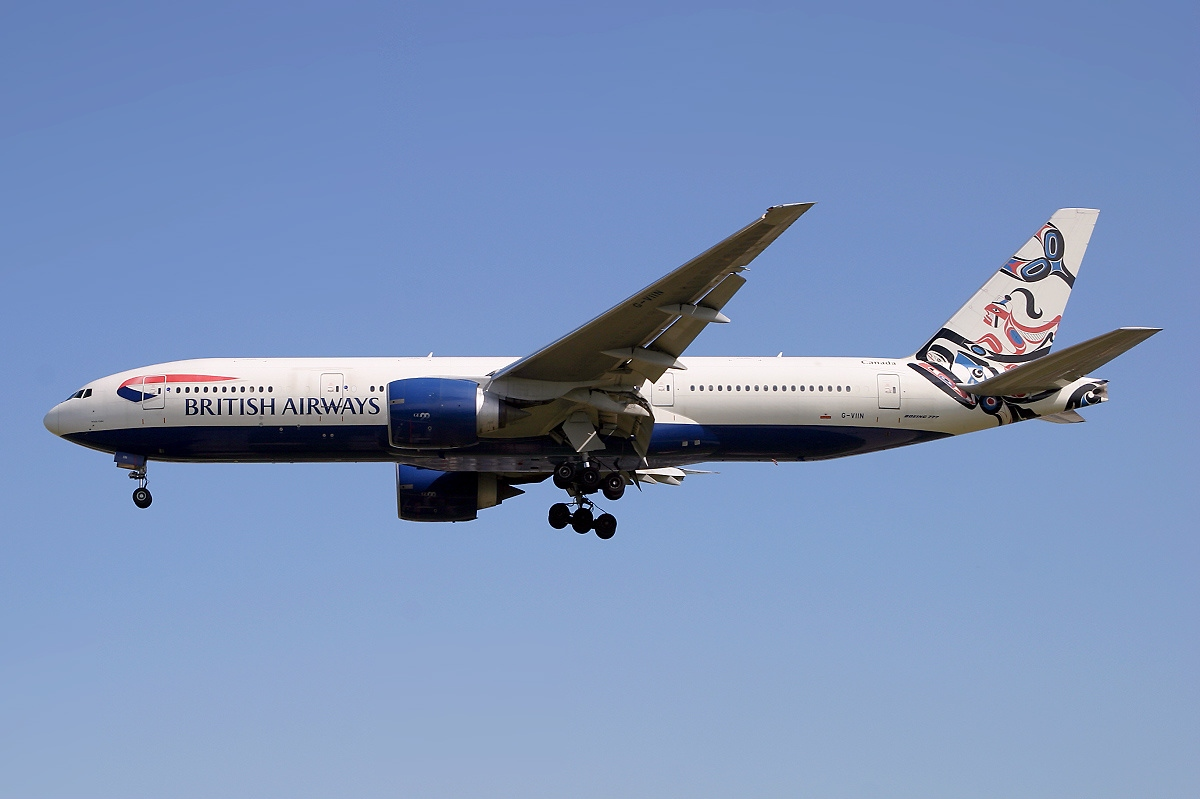
捕鯨のデザインが実施されたブリティッシュ・エアウェイズの旅客機

- 1997年から2001年にかけ、イギリスの航空会社であるブリティッシュ・エアウェイズは、運航するそれぞれの機体の尾翼に異なる塗装を施すキャンペーンを実施。その際、デザインされた塗装の1つに、「ホウェールライダー（捕鯨）」というタイトルのものがあり、これは捕鯨を表す木彫りを基にして考案された。